# Andersonstown
Andersonstown és un suburbi de l'oest de Belfast, Irlanda del Nord, als peus dels turons de la Muntanya Negra i Divis, delimitada per les carreteres de Shaws, Glen i Andersonstown. Conté una barreja d'habitatge públic i privat, amb zones comerials, i és en gran part una zona de classe treballadora amb una forta tradició republicana i catòlica irlandesa. El districte es coneix col·loquialment com "Andytown".

## Història
La zona es troba al comtat d'Antrim. Històricament, formava part de la Baronia de l'Alt Belfast, la parròquia de Shankill i el townland de Ballydownfine (del gaèlic Baile Dhún Fionn, 'townland of the fort of Finn'). L'àrea també era coneguda com a Whitesidetown, que feia referència al nom dels propietàris d'aquelles terres, però van ser desposseïts pel suport que van donar a la Societat d'Irlandesos Units, i es va canviar el seu nom. El 1832, va ser descrit com un poble format per onze famílies, algunes de les quals s'anomenàven Anderson i probablement provenien de les Terres baixes d'Escòcia.
El que era una zona agrícola i rural, es va desenvolupar ràpidament els anys 1950 i 1960 amb la construcció d'habitatge públic al districte inferior de Falls Road.